# Spring Bay (Illinois)
Spring Bay es una villa ubicada en el condado de Woodford en el estado estadounidense de Illinois. En el Censo de 2010 tenía una población de 452 habitantes y una densidad poblacional de 152,55 personas por km².

## Geografía
Spring Bay se encuentra ubicada en las coordenadas 40°48′59″N 89°31′56″O / 40.81639, -89.53222. Según la Oficina del Censo de los Estados Unidos, Spring Bay tiene una superficie total de 2.96 km², de la cual 2.11 km² corresponden a tierra firme y (28.76%) 0.85 km² es agua.

## Demografía
Según el censo de 2010, había 452 personas residiendo en Spring Bay. La densidad de población era de 152,55 hab./km². De los 452 habitantes, Spring Bay estaba compuesto por el 96.9% blancos, el 0.22% eran afroamericanos, el 0.22% eran amerindios, el 0.22% eran asiáticos, el 0% eran isleños del Pacífico, el 0.66% eran de otras razas y el 1.77% pertenecían a dos o más razas. Del total de la población el 1.55% eran hispanos o latinos de cualquier raza.